# Nueva Paz, Cuba
Nueva Paz là một đô thị ở tỉnh La Habana của Cuba. 
Khu định cư được thiết lập năm 1802.

## Dân số
Năm 2002, đô thị Nueva Paz có dân số 24.281 người. với tổng diện tích 515 km² (198,8 mi²), và mật độ dân số 47,1người/km² (122người/sq mi).
Đô thị này được chia thành các barrio Bagáez, Ciudad, Jagua, Navarra, Palos, San Luis, Vegas và Yaya.